# نقد العقل الجدلي
نقد العقل الجدلي** هو عمل فلسفي للفيلسوف الفرنسي جان بول سارتر، نُشر عام 1960، ويُعدّ من أهم محاولاته الفكرية لدمج الفلسفة الوجودية مع الماركسية الجدلية.يقدم سارتر في هذا العمل رؤية شاملة للإنسان والتاريخ، تجمع بين الحرية الفردية والحتمية التاريخية ضمن إطار عقل جدلي متحرك.

## الخلفية الفكرية والسياق التاريخي
كُتب هذا العمل في فترة حرجة من تاريخ فرنسا ما بعد الحرب العالمية الثانية، حيث سادت النقاشات الفكرية حول الشيوعية، الاشتراكية، والوجودية. جاء "نقد العقل الجدلي" استجابة لحاجة فلسفية ملحة تتمثل في إعادة صياغة الفهم الجدلي للعالم، ليس عبر مناهضة المادية التاريخية، وإنما عبر دمجها بوعي الذات الفردية كما طورها سارتر في كتابه السابق الوجود والعدم.وقد صدر قبل الكتاب مقال لسارتر عام 1959 بعنوان "أسئلة المنهج"، حيث أكد ضرورة اعتماد المنهج الجدلي لفهم الظواهر الاجتماعية والتاريخية، معتبراً أن العقل لا يمكن فصله عن السياق الاجتماعي والتاريخي الذي يتطور فيه. جاءت هذه الرؤية في زمن كانت فيه الماركسية تواجه تحديات كبيرة في تفسير التحولات العالمية.بعد وفاة سارتر عام 1980، نُشر الجزء الثاني من العمل بعنوان"قابلية فهم التاريخ" عام 1985، وهو عمل ناقص يواصل فيه سارتر بحثه في معنى التاريخ وإمكانات العقل الجدلي في تفسيره.

## محتوى العمل والمفاهيم الأساسية
ينتقد سارتر العقل التحليلي الذي يعزل الأشياء عن سياقها، ويدعو إلى **العقل الجدلي** الذي يفهم الظواهر ضمن حركة وتناقضات الواقع التاريخي والاجتماعي.كما يركز على مفهوم **الممارسة** باعتبارها الفعل الذي يمارس الإنسان من خلاله حريته ويغير العالم.يفرق سارتر بين نوعين من المجموعات الاجتماعية: - **السلسلة**، وهي تجميع لأفراد غير واعين لهدف مشترك، مرتبطين تاريخياً بظروف مشتركة. - **المجموعة المتماسكة** التي تمتلك هدفاً ووعياً مشتركاً، وتعمل بشكل واعٍ لتغيير الواقع.يرى سارتر أن التاريخ ليس نتيجة قوانين حتمية جامدة، بل هو نتيجة التفاعل الديناميكي بين الحرية الفردية والجماعية والظروف التاريخية والاجتماعية.

## دمج الرؤية الفلسفية والاجتماعية
يمثل هذا العمل محاولة جريئة لربط الفلسفة الوجودية التي تؤكد حرية الفرد، مع الماركسية التي تركز على البنى التاريخية والاجتماعية، عبر منهج جدلي يُمكن من فهم الإنسان والتاريخ بشكل متكامل. وقد أثار اهتمامًا واسعًا من داخل الحقول الفلسفية والاجتماعية، ولا سيما اهتمام عالم الأنثروبولوجيا كلود ليفي-شتراوس الذي خصص جزءًا هامًا من كتابه **"الفكر البري"** لمناقشة أفكار سارتر الجدلية.ورغم عمق الرؤية،تعرض العمل للنقد من حيث تعقيد الأسلوب وكثرة المفاهيم، إضافة إلى التركيز الكبير على حرية الفرد، مما قد يقلل من دور العوامل البنيوية والاقتصادية في تفسير الواقع، وهو ما دعا بعض النقاد إلى اعتبار أن سارتر يميل أحياناً إلى مثالية فردانية لا تتناسب دائمًا مع الواقع الاجتماعييبقى **"نقد العقل الجدلي"** مرجعاً أساسياً لفهم التحولات الفلسفية في القرن العشرين، فهو يقدم رؤية متطورة للعقل والحرية والتاريخ، تربط الفلسفة الوجودية بالتحليل الاجتماعي التاريخي، ويطرح نموذجًا فريداً للعقل الجدلي كأداة لفهم الواقع المعقد والمتغير.

## الطبعات والترجمات
نُشر الكتاب أول مرة عن دار "غاليمار" سنة 1960، ثم أُعيد نشره عدة مرات. تُرجم إلى الإنجليزية بعنوان Critique of Dialectical Reason من قبل Alan Sheridan-Smith، ونُشرت الترجمة عن Verso Books سنة 1976.